# Превеза (областна единица)
Вижте пояснителната страница за други значения на Превеза.
Превеза е ном в Гърция, част от административна област Епир. Ном Превеза е с население от 59 600 жители (2005 г.) и обща площ от 1036 км². Административен център на нома е едноименният град Превеза.